# Parrocchie della diocesi di Parma

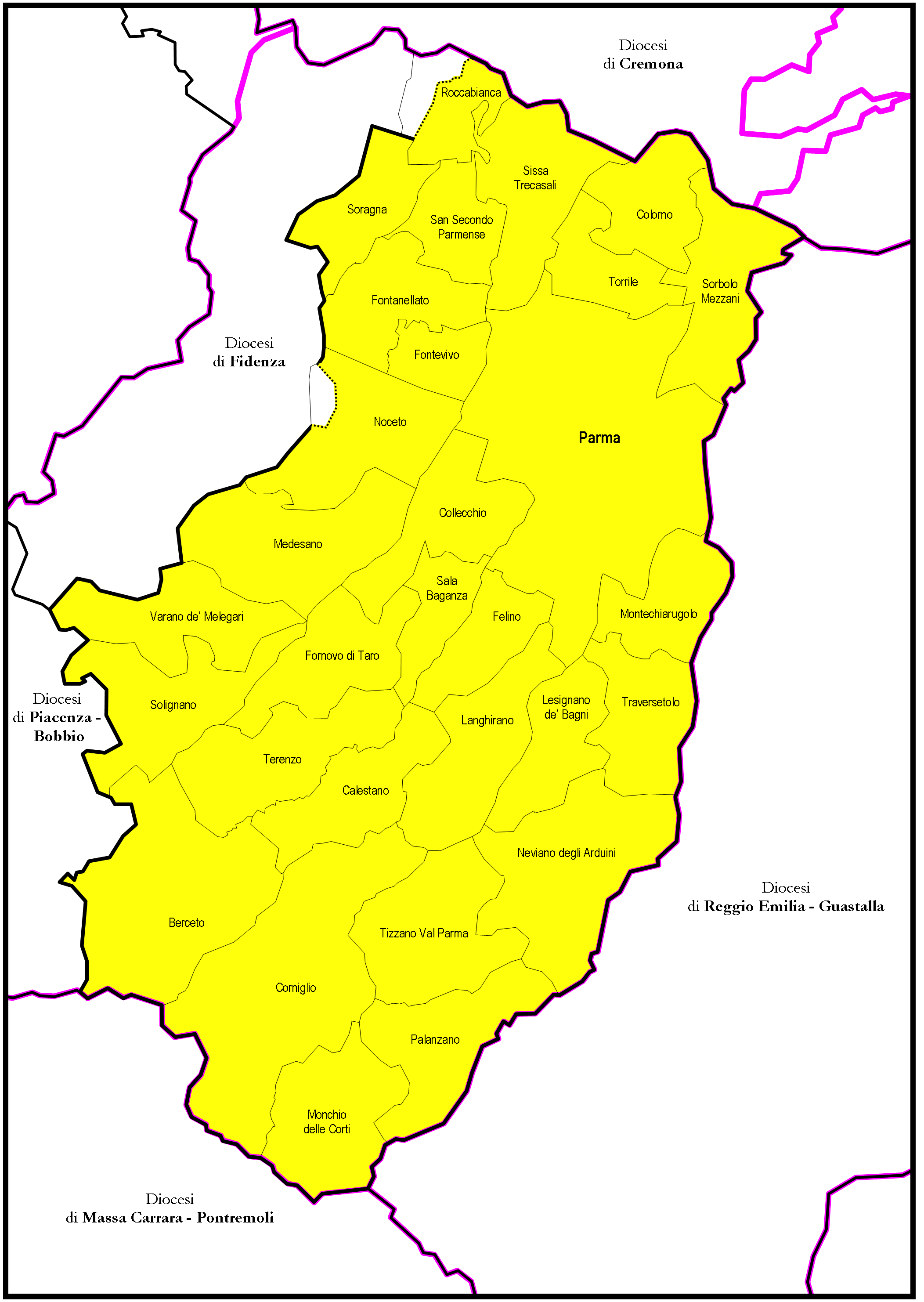
Il territorio della diocesi

Le parrocchie della diocesi di Parma sono 308.

## Zone pastorali
Dal 1º novembre 2022, sulla base del decreto sulla riorganizzazione delle zone pastorali emesso dal vescovo Enrico Solmi, la diocesi è organizzata in quattro zone pastorali, dodici vicariati e cinquantasei nuove parrocchie.

### Zona pastorale della città

#### Vicariato di Parma Centro
| Nuova parrocchia       | Parrocchia                                   | Patrono                       | Comune | Frazione/Quartiere | Web |
| ---------------------- | -------------------------------------------- | ----------------------------- | ------ | ------------------ | --- |
| Maria Assunta in cielo | Assunzione di Maria Vergine nella Cattedrale | Santa Maria Assunta           | Parma  | Parma Centro       |     |
| Maria Assunta in cielo | Santi Bartolomeo e Alessandro                | Santi Bartolomeo e Alessandro | Parma  | Parma Centro       |     |
| Maria Assunta in cielo | San Pietro                                   | San Pietro Apostolo           | Parma  | Parma Centro       |     |
| Maria Assunta in cielo | Santa Teresa                                 | Santa Teresa d'Avila          | Parma  | Parma Centro       |     |
| Maria Assunta in cielo | Santissima Trinità                           | Santissima Trinità            | Parma  | Parma Centro       |     |
| San Paolo VI           | San Sepolcro                                 | Santo Sepolcro                | Parma  | Parma Centro       |     |
| San Paolo VI           | San Benedetto                                | San Benedetto                 | Parma  | Parma Centro       |     |
| San Paolo VI           | Sant'Antonio                                 | Sant'Antonio Abate            | Parma  | Parma Centro       |     |
| San Paolo VI           | San Michele                                  | San Michele Arcangelo         | Parma  | Parma Centro       |     |
| Madonna dell'Aiuto     | San Quintino                                 | San Quintino                  | Parma  | Parma Centro       |     |
| Madonna dell'Aiuto     | Sant'Uldarico                                | Sant'Uldarico                 | Parma  | Parma Centro       |     |
| Madonna dell'Aiuto     | San Tommaso                                  | San Tommaso Apostolo          | Parma  | Parma Centro       |     |
| Madonna dell'Aiuto     | Santa Cristina                               | Santa Cristina                | Parma  | Parma Centro       |     |
| Madonna dell'Aiuto     | Santa Maria Maddalena                        | Santa Maria Maddalena         | Parma  | Parma Centro       |     |
| Madonna dell'Aiuto     | San Vitale                                   | San Vitale di Milano          | Parma  | Parma Centro       |     |

#### Vicariato di Parma Oltretorrente
| Nuova parrocchia                       | Parrocchia              | Patrono                  | Comune | Frazione/Quartiere     | Web |
| -------------------------------------- | ----------------------- | ------------------------ | ------ | ---------------------- | --- |
| Gesù di Nazareth                       | Buon Pastore            | Buon Pastore             | Parma  | Crocetta               |     |
| Gesù di Nazareth                       | Sant'Evasio             | Sant'Evasio              | Parma  | Pablo                  |     |
| Gesù di Nazareth                       | Fraore                  | San Terenziano           | Parma  | Fraore                 |     |
| Gesù di Nazareth                       | San Pancrazio Parmense  | San Pancrazio            | Parma  | San Pancrazio Parmense |     |
| Gesù di Nazareth                       | Vicofertile             | San Geminiano            | Parma  | Vicofertile            |     |
| Gesù di Nazareth                       | Vigolante               | San Giovanni Evangelista | Parma  | Vigolante              |     |
| Maria, Madre della divina misericordia | Santa Croce             | Santa Croce              | Parma  | Oltretorrente          |     |
| Maria, Madre della divina misericordia | Santissima Annunziata   | Santa Maria Annunziata   | Parma  | Oltretorrente          |     |
| Maria, Madre della divina misericordia | San Giuseppe            | San Giuseppe             | Parma  | Oltretorrente          |     |
| Santa Maria della Pace e san Patrizio  | Santa Maria della Pace  | Santa Maria della Pace   | Parma  | Pablo                  |     |
| Santa Maria della Pace e san Patrizio  | San Patrizio            | San Patrizio             | Parma  | Pablo-Cornocchio       |     |
| Maria Regina di tutti i santi          | Santa Maria del Rosario | Santa Maria del Rosario  | Parma  | Molinetto              |     |
| Maria Regina di tutti i santi          | San Marco               | San Marco Evangelista    | Parma  | Molinetto              |     |
| Maria Regina di tutti i santi          | Ognissanti              | Tutti i Santi            | Parma  | Oltretorrente          |     |
| Discepoli di Emmaus                    | Baganzola               | San Pietro Apostolo      | Parma  | Baganzola              |     |
| Discepoli di Emmaus                    | Castelnovo              | San Giovanni Evangelista | Parma  | Castelnovo             |     |
| Discepoli di Emmaus                    | Vicomero                | Purificazione di Maria   | Parma  | Vicomero               |     |
| Sant'Ilario di Poitiers                | Fognano                 | Sant'Ilario              | Parma  | Fognano                |     |
| Sant'Ilario di Poitiers                | Eia                     | Sant'Egidio              | Parma  | Eia                    |     |
| Sant'Ilario di Poitiers                | Roncopascolo            | San Paolo Apostolo       | Parma  | Roncopascolo           |     |

#### Vicariato di Parma Montanara
| Nuova parrocchia             | Parrocchia                        | Patrono                            | Comune        | Frazione/Quartiere | Web |
| ---------------------------- | --------------------------------- | ---------------------------------- | ------------- | ------------------ | --- |
| Santa Famiglia               | Santissime Stimmate di Gesù       | Santissime Stimmate di Gesù Cristo | Parma         | Montanara          |     |
| Santa Famiglia               | Sant'Andrea Apostolo in Antognano | Sant'Andrea Apostolo               | Parma         | Montanara          |     |
| Santa Famiglia               | Famiglia di Nazareth              | Sacra Famiglia di Nazareth         | Parma         | Montanara          |     |
| San Pellegrino e san Giacomo | San Pellegrino                    | San Pellegrino                     | Parma         | Molinetto          |     |
| San Pellegrino e san Giacomo | Vigheffio                         | San Giacomo Apostolo               | Parma         | Vigheffio          |     |
| Gesù Luce del mondo          | Corcagnano                        | Santa Lucia                        | Parma         | Corcagnano         |     |
| Gesù Luce del mondo          | Carignano                         | San Pietro Apostolo                | Parma, Felino | Carignano e Casale |     |
| Gesù Luce del mondo          | Alberi                            | San Lorenzo Martire                | Parma         | Alberi             |     |
| Gesù Luce del mondo          | Gaione                            | Santi Ippolito e Cassiano          | Parma         | Gaione             |     |
| Gesù Luce del mondo          | San Ruffino                       | San Ruffino                        | Parma         | San Ruffino        |     |
| Gesù Luce del mondo          | Vigatto                           | San Pietro Apostolo                | Parma         | Vigatto            |     |
| Stella del mattino           | Panocchia                         | San Donnino                        | Parma         | Panocchia          |     |
| Stella del mattino           | Arola                             | San Martino Vescovo                | Langhirano    | Arola              |     |
| Stella del mattino           | Casatico                          | San Giorgio Martire                | Langhirano    | Casatico           |     |
| Stella del mattino           | Torrechiara                       | San Lorenzo Martire                | Langhirano    | Torrechiara        |     |

#### Vicariato di Parma San Leonardo
| Nuova parrocchia              | Parrocchia                 | Patrono                    | Comune | Frazione/Quartiere  | Web |
| ----------------------------- | -------------------------- | -------------------------- | ------ | ------------------- | --- |
| Beato cardinal Ferrari        | Beato Andrea Carlo Ferrari | Beato Andrea Carlo Ferrari | Parma  | Cortile San Martino |     |
| Beato cardinal Ferrari        | Paradigna                  | Sant'Andrea Apostolo       | Parma  | Paradigna           |     |
| Beato cardinal Ferrari        | Pedrignano                 | San Giovanni Battista      | Parma  | Pedrignano          |     |
| Beato cardinal Ferrari        | Pizzolese                  | San Donnino                | Parma  | Pizzolese           |     |
| Beato cardinal Ferrari        | Ravadese                   | Purificazione di Maria     | Parma  | Ravadese            |     |
| Beato cardinal Ferrari        | Ugozzolo                   | San Giovanni Evangelista   | Parma  | Ugozzolo            |     |
| Beata madre Anna Maria Adorni | San Leonardo               | San Leonardo di Noblac     | Parma  | San Leonardo        |     |
| Beata madre Anna Maria Adorni | San Bernardo degli Uberti  | San Bernardo degli Uberti  | Parma  | San Leonardo        |     |
| Beata madre Anna Maria Adorni | Cristo Risorto             | Cristo Risorto             | Parma  | San Leonardo        |     |
| Beata madre Anna Maria Adorni | Baganzolino                | Natività di Maria Vergine  | Parma  | Baganzolino         |     |
| Beata madre Anna Maria Adorni | Moletolo                   | San Lorenzo Martire        | Parma  | Moletolo            |     |

#### Vicariato di Parma San Lazzaro
| Nuova parrocchia                      | Parrocchia           | Patrono                        | Comune | Frazione/Quartiere    | Web |
| ------------------------------------- | -------------------- | ------------------------------ | ------ | --------------------- | --- |
| Maria Immacolata                      | San Luca Evangelista | San Luca evangelista           | Parma  | Lubiana               |     |
| Serva di Dio Celestina Bottego        | San Lazzaro          | San Lazzaro                    | Parma  | Lubiana-San Lazzaro   |     |
| Serva di Dio Celestina Bottego        | Beneceto             | Purificazione di Maria Vergine | Parma  | Beneceto              |     |
| Serva di Dio Celestina Bottego        | Martorano            | Santo Stefano Protomartire     | Parma  | Martorano             |     |
| Serva di Dio Celestina Bottego        | San Donato           | San Donato                     | Parma  | San Donato            |     |
| Serva di Dio Celestina Bottego        | San Prospero         | San Prospero                   | Parma  | San Prospero Parmense |     |
| Visitazione della Beata Vergine Maria | San Paolo            | San Paolo Apostolo             | Parma  | San Lazzaro           |     |
| Visitazione della Beata Vergine Maria | Vicopò               | San Biagio                     | Parma  | Vicopò                |     |
| Trasfigurazione                       | Trasfigurazione      | Trasfigurazione di Gesù Cristo | Parma  | Lubiana               |     |
| Santa Marta                           | Marore               | San Prospero                   | Parma  | Marore                |     |
| Santa Marta                           | Coloreto             | San Biagio                     | Parma  | Coloreto              |     |
| Santa Marta                           | Mariano              | San Bartolomeo Apostolo        | Parma  | Mariano               |     |
| Santa Marta                           | Porporano            | San Pietro Apostolo            | Parma  | Porporano             |     |

#### Vicariato di Parma Cittadella
| Nuova parrocchia          | Parrocchia            | Patrono                                 | Comune | Frazione/Quartiere | Web |
| ------------------------- | --------------------- | --------------------------------------- | ------ | ------------------ | --- |
| I due discepoli di Emmaus | Corpus Domini         | Corpus Domini                           | Parma  | Cittadella         |     |
| I due discepoli di Emmaus | San Giovanni Battista | San Giovanni Battista                   | Parma  | Cittadella         |     |
| Sacro Cuore               | Sacro Cuore           | Sacro Cuore di Gesù                     | Parma  | Cittadella         |     |
| Spirito Santo             | Spirito Santo         | Spirito Santo                           | Parma  | Cittadella         |     |
| Santi Martino e Lucia     | Malandriano           | San Martino Vescovo                     | Parma  | Malandriano        |     |
| Santi Martino e Lucia     | Marano                | Purificazione della Beata Vergine Maria | Parma  | Marano             |     |

### Zona pastorale della Bassa

#### Vicariato della Bassa Est
| Nuova parrocchia                            | Parrocchia           | Patrono                                 | Comune               | Frazione/Quartiere            | Web |
| ------------------------------------------- | -------------------- | --------------------------------------- | -------------------- | ----------------------------- | --- |
| Maria Madre della Chiesa                    | Colorno              | Santa Margherita vergine e martire      | Colorno              | centro                        |     |
| Maria Madre della Chiesa                    | Copermio             | San Pietro Apostolo                     | Colorno              | Copermio                      |     |
| Maria Madre della Chiesa                    | Mezzano Rondani      | Annunciazione della Beata Vergine Maria | Colorno              | Mezzano Rondani               |     |
| Maria Madre della Chiesa                    | Mezzano Superiore    | San Michele Arcangelo                   | Sorbolo Mezzani      | Mezzano Superiore             |     |
| Maria Madre della Chiesa                    | Sacca                | San Giorgio Martire                     | Colorno              | Sacca                         |     |
| Maria Madre della Chiesa                    | Sanguigna            | San Salvatore                           | Colorno              | Sanguigna                     |     |
| Maria Madre della Chiesa                    | Vedole               | San Rocco                               | Colorno              | Vedole                        |     |
| Maria nascente con i santi Siro e Silvestro | Mezzano Inferiore    | Santa Maria Nascente                    | Sorbolo Mezzani      | Mezzano Inferiore             |     |
| Maria nascente con i santi Siro e Silvestro | Casale               | San Silvestro Papa                      | Sorbolo Mezzani      | Casale                        |     |
| Maria nascente con i santi Siro e Silvestro | Coenzo               | San Siro                                | Sorbolo Mezzani      | Coenzo                        |     |
| San Benedetto                               | Sorbolo              | Santi Faustino e Giovita                | Sorbolo Mezzani      | Sorbolo                       |     |
| San Benedetto                               | Bogolese             | San Giacomo Apostolo                    | Sorbolo Mezzani      | Bogolese                      |     |
| San Benedetto                               | Casaltone            | Purificazione di Maria                  | Sorbolo Mezzani      | Casaltone                     |     |
| San Benedetto                               | Enzano               | Sant'Andrea Apostolo                    | Sorbolo Mezzani      | Enzano                        |     |
| San Benedetto                               | Frassinara           | San Michele Arcangelo                   | Sorbolo Mezzani      | Frassinara                    |     |
| San Benedetto                               | Ramoscello           | San Lorenzo Martire                     | Sorbolo Mezzani      | Ramoscello                    |     |
| Discepoli di Emmaus                         | San Polo             | Conversione di San Paolo                | Torrile              | San Polo                      |     |
| Discepoli di Emmaus                         | Gainago              | San Giovanni Battista                   | Torrile              | Gainago                       |     |
| Discepoli di Emmaus                         | Santi Andrea e Siro  | Santi Andrea Apostolo e Siro Vescovo    | Torrile              | Sant'Andrea a Mane e San Siro |     |
| Discepoli di Emmaus                         | Torrile              | San Biagio                              | Torrile              | centro                        |     |
| San Genesio                                 | San Secondo Parmense | Santa Maria Annunziata                  | San Secondo Parmense | centro                        |     |
| San Genesio                                 | Castell'Aicardi      | San Pietro Apostolo                     | San Secondo Parmense | Castell'Aicardi               |     |
| San Genesio                                 | Fontanelle           | San Martino Vescovo                     | Roccabianca          | Fontanelle                    |     |
| San Genesio                                 | Fossa                | Assunzione della Beata Vergine Maria    | Roccabianca          | Fossa                         |     |
| San Genesio                                 | Pizzo                | San Giorgio Martire                     | San Secondo Parmense | Pizzo                         |     |
| San Genesio                                 | Roccabianca          | Santi Bartolomeo e Michele              | Roccabianca          | centro                        |     |
| San Francesco                               | Sissa                | Santa Maria Assunta                     | Sissa Trecasali      | Sissa                         |     |
| San Francesco                               | Coltaro              | San Giovanni Evangelista                | Sissa Trecasali      | Coltaro                       |     |
| San Francesco                               | Gramignazzo          | Santi Antonio Abate e Bernardino        | Sissa Trecasali      | Gramignazzo                   |     |
| San Francesco                               | Palasone             | San Lorenzo Martire                     | Sissa Trecasali      | Palasone                      |     |
| San Francesco                               | Ronco Campo Canneto  | Sant'Amatore                            | Sissa Trecasali      | Ronco Campo Canneto           |     |
| San Francesco                               | San Nazzaro          | Santi Nazario e Celso                   | Sissa Trecasali      | San Nazzaro                   |     |
| San Francesco                               | San Quirico          | Santi Quirico e Giulitta                | Sissa Trecasali      | San Quirico                   |     |
| San Francesco                               | Torricella           | San Donnino                             | Sissa Trecasali      | Torricella                    |     |
| San Francesco                               | Trecasali            | San Michele Arcangelo                   | Sissa Trecasali      | Trecasali                     |     |
| San Francesco                               | Viarolo              | San Giorgio Martire                     | Parma                | Viarolo                       |     |

#### Vicariato della Bassa Ovest
| Nuova parrocchia           | Parrocchia         | Patrono                                     | Comune       | Frazione/Quartiere | Web |
| -------------------------- | ------------------ | ------------------------------------------- | ------------ | ------------------ | --- |
| San Vitale in Fontana Lata | Fontanellato       | Santa Croce e san Benedetto                 | Fontanellato | centro e Priorato  |     |
| San Vitale in Fontana Lata | Albareto           | San Michele Arcangelo                       | Fontanellato | Albareto           |     |
| San Vitale in Fontana Lata | Casalbarbato       | San Bartolomeo Apostolo                     | Fontanellato | Casalbarbato       |     |
| San Vitale in Fontana Lata | Ghiara             | San Salvatore                               | Fontanellato | Ghiara             |     |
| San Vitale in Fontana Lata | Grugno             | Santi Gervasio e Protasio                   | Fontanellato | Grugno             |     |
| San Vitale in Fontana Lata | Toccalmatto        | Santa Margherita Vergine e Martire          | Fontanellato | Toccalmatto        |     |
| Santi abati cistercensi    | Fontevivo          | San Bernardo Abate                          | Fontevivo    | centro             |     |
| Santi abati cistercensi    | Bianconese-Bellena | Santi Giovanni Battista e Lorenzo           | Fontevivo    | Bianconese-Bellena |     |
| Sacra Famiglia             | Soragna            | San Giacomo Apostolo                        | Soragna      | centro             |     |
| Sacra Famiglia             | Carzeto            | San Giovanni Battista                       | Soragna      | Carzeto            |     |
| Sacra Famiglia             | Castellina         | Annunciazione di Maria Vergine e san Pietro | Soragna      | Castellina         |     |
| Sacra Famiglia             | Diolo              | Santa Caterina d'Alessandria                | Soragna      | Diolo              |     |

### Zona pastorale della Pedemontana

#### Vicariato della Pedemontana Est
| Nuova parrocchia                 | Parrocchia            | Patrono                                     | Comune                | Frazione/Quartiere    | Web |
| -------------------------------- | --------------------- | ------------------------------------------- | --------------------- | --------------------- | --- |
| Maria Ausiliatrice               | Monticelli Terme      | San Donnino e Gesù Salvatore                | Montechiarugolo       | Monticelli Terme      |     |
| Maria Ausiliatrice               | Basilicagoiano        | Santo Stefano Protomartire                  | Montechiarugolo       | Basilicagoiano        |     |
| Maria Ausiliatrice               | Montechiarugolo       | San Quintino                                | Montechiarugolo       | centro                |     |
| Maria Ausiliatrice               | Tortiano              | San Lorenzo Martire                         | Montechiarugolo       | Tortiano              |     |
| Santi Giovanni Battista e Biagio | Basilicanova          | San Giovanni Battista                       | Montechiarugolo       | Basilicanova          |     |
| Santi Giovanni Battista e Biagio | Mamiano               | San Biagio                                  | Traversetolo          | Mamiano               |     |
| Dodici apostoli                  | Langhirano            | Santa Maria Annunziata                      | Langhirano            | centro                |     |
| Dodici apostoli                  | Antesica              | San Michele Arcangelo                       | Langhirano            | Antesica              |     |
| Dodici apostoli                  | Castrignano           | Santa Maria Assunta                         | Langhirano            | Castrignano           |     |
| Dodici apostoli                  | Cattabiano            | Santa Giustina                              | Langhirano            | Cattabiano            |     |
| Dodici apostoli                  | Cozzano               | San Bartolomeo Apostolo                     | Langhirano            | Cozzano               |     |
| Dodici apostoli                  | Manzano               | San Vincenzo di Saragozza                   | Langhirano            | Manzano               |     |
| Dodici apostoli                  | Mattaleto             | San Michele Arcangelo                       | Langhirano            | Mattaleto             |     |
| Dodici apostoli                  | Orzale                | San Giovanni Evangelista                    | Neviano degli Arduini | Orzale                |     |
| Dodici apostoli                  | Quinzano              | Santo Stefano Protomartire                  | Langhirano            | Quinzano              |     |
| Dodici apostoli                  | Riano                 | San Lorenzo Martire                         | Langhirano            | Riano                 |     |
| Dodici apostoli                  | Strognano             | San Martino Vescovo                         | Langhirano            | Strognano             |     |
| Dodici apostoli                  | Tordenaso             | Santo Stefano Protomartire                  | Langhirano            | Tordenaso             |     |
| Divino amore                     | Lesignano de' Bagni   | San Michele Arcangelo                       | Lesignano de' Bagni   | centro                |     |
| Divino amore                     | Faviano               | Santa Maria Assunta                         | Lesignano de' Bagni   | Faviano               |     |
| Divino amore                     | Mulazzano             | Trasfigurazione di Gesù Cristo              | Lesignano de' Bagni   | Mulazzano             |     |
| Divino amore                     | Rivalta               | Purificazione della Beata Vergine Maria     | Lesignano de' Bagni   | Rivalta               |     |
| Divino amore                     | San Michele Cavana    | Santi Pietro e Paolo                        | Lesignano de' Bagni   | San Michele Cavana    |     |
| Divino amore                     | Santa Maria del Piano | Purificazione della Beata Vergine Maria     | Lesignano de' Bagni   | Santa Maria del Piano |     |
| Divino amore                     | Stadirano             | San Martino Vescovo                         | Lesignano de' Bagni   | Stadirano             |     |
| San Martino di Tours             | Traversetolo          | San Martino Vescovo                         | Traversetolo          | centro                |     |
| San Martino di Tours             | Bannone               | Purificazione di Maria Vergine              | Traversetolo          | Bannone               |     |
| San Martino di Tours             | Castione de' Baratti  | Santi Donnino e Silvestro                   | Traversetolo          | Castione de' Baratti  |     |
| San Martino di Tours             | Cazzola               | San Nicolò                                  | Traversetolo          | Cazzola               |     |
| San Martino di Tours             | Guardasone            | San Lorenzo Martire                         | Traversetolo          | Guardasone            |     |
| San Martino di Tours             | Sivizzano             | San Michele Arcangelo                       | Traversetolo          | Sivizzano             |     |
| San Martino di Tours             | Torre                 | Santo Stefano Protomartire                  | Traversetolo          | Torre                 |     |
| San Martino di Tours             | Vignale               | Assunzione di Maria Vergine e San Geminiano | Traversetolo          | Vignale               |     |

#### Vicariato della Pedemontana Ovest
| Nuova parrocchia                            | Parrocchia              | Patrono                                 | Comune              | Frazione/Quartiere      | Web |
| ------------------------------------------- | ----------------------- | --------------------------------------- | ------------------- | ----------------------- | --- |
| Gesù buon samaritano                        | Noceto                  | San Martino Vescovo                     | Noceto              | centro                  |     |
| Gesù buon samaritano                        | Castelguelfo-Ponte Taro | Santa Maria Maddalena                   | Noceto-Fontevivo    | Castelguelfo-Ponte Taro |     |
| Gesù buon samaritano                        | Cella                   | Santa Maria Assunta                     | Noceto              | Cella                   |     |
| Gesù buon samaritano                        | Costamezzana            | San Pietro Apostolo                     | Noceto              | Costamezzana            |     |
| Gesù buon samaritano                        | Sanguinaro              | Santi Simone e Giuda                    | Noceto              | Sanguinaro              |     |
| Presentazione di Gesù al Tempio             | Felino                  | Purificazione della Beata Vergine Maria | Felino              | centro                  |     |
| Presentazione di Gesù al Tempio             | Barbiano                | Sant'Antonino Martire                   | Felino              | Barbiano                |     |
| Presentazione di Gesù al Tempio             | Cevola                  | San Giacomo Apostolo                    | Felino              | Cevola                  |     |
| Presentazione di Gesù al Tempio             | San Michele Tiorre      | San Michele Arcangelo                   | Felino              | San Michele Tiorre      |     |
| Presentazione di Gesù al Tempio             | San Michele Gatti       | San Michele Arcangelo                   | Felino              | San Michele Gatti       |     |
| Presentazione di Gesù al Tempio             | Sant'Ilario Baganza     | Sant'Ilario                             | Felino              | Sant'Ilario Baganza     |     |
| Santa Teresa di Calcutta                    | Sala Baganza            | Santi Stefano e Lorenzo                 | Sala Baganza        | centro                  |     |
| Santa Teresa di Calcutta                    | Maiatico                | San Nicolò Vescovo                      | Sala Baganza        | Maiatico                |     |
| Santa Teresa di Calcutta                    | San Vitale Baganza      | San Vitale                              | Sala Baganza        | San Vitale Baganza      |     |
| Esaltazione della Santa Croce               | Collecchio              | San Prospero                            | Collecchio          | centro                  |     |
| Esaltazione della Santa Croce               | Lemignano               | San Vitale                              | Collecchio          | Lemignano               |     |
| Esaltazione della Santa Croce               | Madregolo               | San Martino Vescovo                     | Collecchio          | Madregolo               |     |
| Esaltazione della Santa Croce               | San Martino Sinzano     | San Martino Vescovo                     | Collecchio          | San Martino Sinzano     |     |
| Purificazione di Maria Vergine e san Pietro | Gaiano                  | Purificazione della Beata Vergine Maria | Collecchio          | Gaiano                  |     |
| Purificazione di Maria Vergine e san Pietro | Giarola                 | San Nicomede                            | Collecchio          | Giarola                 |     |
| Purificazione di Maria Vergine e san Pietro | Ozzano                  | San Pietro Apostolo                     | Collecchio          | Ozzano Taro             |     |
| Purificazione di Maria Vergine e san Pietro | Talignano               | San Biagio                              | Sala Baganza        | Talignano               |     |
| San Giacomo in via Francigena               | Medesano                | San Pantaleone                          | Medesano            | centro                  |     |
| San Giacomo in via Francigena               | Felegara                | San Giovanni Battista                   | Medesano            | Felegara                |     |
| San Giacomo in via Francigena               | Miano                   | San Nicola                              | Medesano            | Miano                   |     |
| San Giacomo in via Francigena               | Roccalanzona-Visiano    | Santi Michele, Gervasio e Protasio      | Medesano            | Roccalanzona-Visiano    |     |
| San Giacomo in via Francigena               | Santa Lucia di Medesano | Santa Lucia                             | Medesano            | Santa Lucia             |     |
| San Giacomo in via Francigena               | Sant'Andrea Bagni       | San Giovanni Battista                   | Medesano            | Sant'Andrea Bagni       |     |
| San Giacomo in via Francigena               | Varano Marchesi         | San Giorgio Martire                     | Medesano            | Varano Marchesi         |     |
| Santa Maria Assunta                         | Fornovo                 | Assunzione della Beata Vergine Maria    | Fornovo di Taro     | centro                  |     |
| Santa Maria Assunta                         | Oriano                  | San Giovanni Battista                   | Solignano           | Oriano                  |     |
| Santa Maria Assunta                         | Piantonia               | San Michele Arcangelo                   | Fornovo di Taro     | Piantonia               |     |
| Santa Maria Assunta                         | Ramiola                 | Santa Maria della Mercede               | Medesano            | Ramiola                 |     |
| Santa Maria Assunta                         | Respiccio               | Santa Maria Maddalena                   | Fornovo di Taro     | Respiccio               |     |
| Santa Maria Assunta                         | Riccò                   | San Giovanni Battista                   | Fornovo di Taro     | Riccò                   |     |
| Santa Maria Assunta                         | Rubbiano                | Santi Antonino e Fermo                  | Solignano           | Rubbiano                |     |
| San Martino vescovo                         | Varano de' Melegari     | Santi Martino e Pietro                  | Varano de' Melegari | centro                  |     |
| San Martino vescovo                         | Fosio                   | San Pietro Apostolo                     | Solignano           | Fosio                   |     |
| San Martino vescovo                         | Montesalso              | San Prospero                            | Varano de' Melegari | Montesalso              |     |
| San Martino vescovo                         | Serravalle              | San Lorenzo Martire                     | Varano de' Melegari | Serravalle              |     |
| San Martino vescovo                         | Specchio                | San Martino Vescovo                     | Solignano           | Specchio                |     |
| San Martino vescovo                         | Vianino                 | San Giacomo Apostolo                    | Varano de' Melegari | Vianino                 |     |
| San Martino vescovo                         | Viazzano                | Sant'Ilario                             | Varano de' Melegari | Viazzano                |     |

### Zona pastorale della Montagna

#### Vicariato della Montagna Est
| Nuova parrocchia                 | Parrocchia            | Patrono                                   | Comune                | Frazione/Quartiere    | Web |
| -------------------------------- | --------------------- | ----------------------------------------- | --------------------- | --------------------- | --- |
| San Giovanni Maria Vianney       | Beduzzo               | San Prospero                              | Corniglio             | Beduzzo               |     |
| San Giovanni Maria Vianney       | Petrignacola          | San Michele Arcangelo                     | Corniglio             | Petrignacola          |     |
| San Giovanni Maria Vianney       | Pugnetolo             | San Lorenzo Diacono e Martire             | Corniglio             | Pugnetolo             |     |
| San Giovanni Maria Vianney       | Sauna                 | San Biagio Vescovo e Martire              | Corniglio             | Sauna                 |     |
| San Giovanni Maria Vianney       | Signatico             | San Bartolomeo Apostolo                   | Corniglio             | Signatico             |     |
| San Giovanni Maria Vianney       | Vestola               | San Lorenzo Martire                       | Corniglio             | Vestola               |     |
| Santa Maria Assunta              | Corniglio             | Santa Maria Assunta                       | Corniglio             | centro                |     |
| Santa Maria Assunta              | Agna                  | Santa Maria Assunta                       | Corniglio             | Agna                  |     |
| Santa Maria Assunta              | Ballone               | San Ciriaco                               | Corniglio             | Ballone               |     |
| Santa Maria Assunta              | Bosco                 | San Lorenzo Martire                       | Corniglio             | Bosco                 |     |
| Santa Maria Assunta              | Canetolo              | Santi Rocco e Leonardo                    | Corniglio             | Canetolo              |     |
| Santa Maria Assunta              | Graiana               | San Nicolò                                | Corniglio             | Graiana               |     |
| Santa Maria Assunta              | Grammatica            | Assunzione di Maria Vergine               | Corniglio             | Grammatica            |     |
| Santa Maria Assunta              | Marra                 | San Benedetto Abate                       | Corniglio             | Marra                 |     |
| Santa Maria Assunta              | Mossale               | San Biagio                                | Corniglio             | Mossale               |     |
| Santa Maria Assunta              | Roccaferrara          | Santa Maria Maddalena                     | Corniglio             | Roccaferrara          |     |
| Santa Maria Assunta              | Sesta                 | San Rocco                                 | Corniglio             | Sesta                 |     |
| Santa Maria Assunta              | Vestana               | Natività della Beata Vergine Maria        | Corniglio             | Vestana               |     |
| Santa Maria Assunta              | Villula               | San Mariano Martire                       | Corniglio             | Villula               |     |
| Regina montium                   | Monchio               | Santi Lorenzo Martire e Michele Arcangelo | Monchio delle Corti   | centro                |     |
| Regina montium                   | Casarola              | San Donnino                               | Monchio delle Corti   | Casarola              |     |
| Regina montium                   | Ceda                  | San Rocco                                 | Monchio delle Corti   | Ceda                  |     |
| Regina montium                   | Cozzanello            | Natività della Beata Vergine Maria        | Monchio delle Corti   | Cozzanello            |     |
| Regina montium                   | Lugagnano             | Santi Pietro e Paolo                      | Monchio delle Corti   | Lugagnano             |     |
| Regina montium                   | Pianadetto            | San Giacomo Apostolo                      | Monchio delle Corti   | Pianadetto            |     |
| Regina montium                   | Riana                 | San Carlo Borromeo                        | Monchio delle Corti   | Riana                 |     |
| Regina montium                   | Rigoso                | Assunzione della Beata Vergine Maria      | Monchio delle Corti   | Rigoso                |     |
| Regina montium                   | Rimagna               | Santa Maria Assunta                       | Monchio delle Corti   | Rimagna               |     |
| Regina montium                   | Trefiumi              | San Lorenzo Martire                       | Monchio delle Corti   | Trefiumi              |     |
| Regina montium                   | Valditacca            | San Rocco                                 | Monchio delle Corti   | Vaòditacca            |     |
| Beata Vergine della Consolazione | Palanzano             | San Martino Vescovo                       | Palanzano             | centro                |     |
| Beata Vergine della Consolazione | Caneto                | San Giovanni Battista                     | Palanzano             | Caneto                |     |
| Beata Vergine della Consolazione | Lalatta del Cardinale | Santa Maria Assunta                       | Palanzano             | Lalatta del Cardinale |     |
| Beata Vergine della Consolazione | Nirone                | Santa Maria Assunta                       | Palanzano             | Nirone                |     |
| Beata Vergine della Consolazione | Pratopiano            | Sant'Andrea Apostolo                      | Palanzano             | Pratopiano            |     |
| Beata Vergine della Consolazione | Ranzano               | Santo Stefano Protomartire                | Palanzano             | Ranzano               |     |
| Beata Vergine della Consolazione | Ruzzano               | San Martino Vescovo                       | Palanzano             | Ruzzano               |     |
| Beata Vergine della Consolazione | Trevignano            | Santa Giustina                            | Palanzano             | Trevignano            |     |
| Beata Vergine della Consolazione | Vaestano              | Santa Maria Assunta                       | Palanzano             | Vaestano              |     |
| Beata Vergine della Consolazione | Vairo                 | San Michele Arcangelo                     | Palanzano             | Vairo                 |     |
| Beata Vergine della Consolazione | Valcieca              | San Rocco                                 | Palanzano             | Valcieca              |     |
| Beata Vergine della Consolazione | Zibana                | Santa Maria Assunta                       | Palanzano             | Zibana                |     |
| San Pietro apostolo              | Tizzano Val Parma     | San Pietro Apostolo                       | Tizzano Val Parma     | centro                |     |
| San Pietro apostolo              | Albazzano             | San Genesio                               | Tizzano Val Parma     | Albazzano             |     |
| San Pietro apostolo              | Anzolla               | Santi Giovanni Battista e Maurizio        | Tizzano Val Parma     | Anzolla               |     |
| San Pietro apostolo              | Capriglio             | San Michele Arcangelo                     | Tizzano Val Parma     | Capriglio             |     |
| San Pietro apostolo              | Carobbio              | San Maurizio                              | Tizzano Val Parma     | Carobbio              |     |
| San Pietro apostolo              | Carpaneto             | Sant'Andrea Apostolo                      | Tizzano Val Parma     | Carpaneto             |     |
| San Pietro apostolo              | Casola                | Santa Giustina                            | Tizzano Val Parma     | Casola                |     |
| San Pietro apostolo              | Isola                 | Santa Maria Assunta                       | Tizzano Val Parma     | Isola                 |     |
| San Pietro apostolo              | Lagrimone-Moragnano   | Santa Giuliana                            | Tizzano Val Parma     | Lagrimone-Moragnano   |     |
| San Pietro apostolo              | Madurera              | San Lorenzo Martire                       | Tizzano Val Parma     | Madurera              |     |
| San Pietro apostolo              | Musiara Inferiore     | San Giorgio Martire                       | Tizzano Val Parma     | Musiara Inferiore     |     |
| San Pietro apostolo              | Musiara Superiore     | San Rocco                                 | Tizzano Val Parma     | Musiara Superiore     |     |
| San Pietro apostolo              | Reno                  | San Nicolò Vescovo                        | Tizzano Val Parma     | Reno                  |     |
| San Pietro apostolo              | Rusino                | Beata Vergine della Neve                  | Tizzano Val Parma     | Rusino                |     |
| Maria Madre della Chiesa         | Neviano               | Sant'Eufemia                              | Neviano degli Arduini | centro                |     |
| Maria Madre della Chiesa         | Antreola              | San Giovanni Battista                     | Neviano degli Arduini | Antreola              |     |
| Maria Madre della Chiesa         | Bazzano               | Sant'Ambrogio                             | Neviano degli Arduini | Bazzano               |     |
| Maria Madre della Chiesa         | Campora               | San Lorenzo Martire                       | Neviano degli Arduini | Campora               |     |
| Maria Madre della Chiesa         | Cedogno               | Santa Maria Assunta                       | Neviano degli Arduini | Cedogno               |     |
| Maria Madre della Chiesa         | Ceretolo              | San Prospero                              | Neviano degli Arduini | Ceretolo              |     |
| Maria Madre della Chiesa         | Lodrignano            | San Lorenzo Martire                       | Neviano degli Arduini | Lodrignano            |     |
| Maria Madre della Chiesa         | Lupazzano             | San Michele Arcangelo                     | Neviano degli Arduini | Lupazzano             |     |
| Maria Madre della Chiesa         | Mediano               | San Michele Arcangelo                     | Neviano degli Arduini | Mediano               |     |
| Maria Madre della Chiesa         | Mozzano               | San Martino Vescovo                       | Neviano degli Arduini | Mozzano               |     |
| Maria Madre della Chiesa         | Provazzano            | Santa Maria Assunta                       | Neviano degli Arduini | Provazzano            |     |
| Maria Madre della Chiesa         | Sasso                 | Santa Maria Assunta                       | Neviano degli Arduini | Sasso                 |     |
| Maria Madre della Chiesa         | Scurano               | Santi Ippolito e Cassiano                 | Neviano degli Arduini | Scurano               |     |
| Maria Madre della Chiesa         | Urzano                | San Vincenzo Martire                      | Neviano degli Arduini | Urzano                |     |
| Maria Madre della Chiesa         | Vezzano               | San Donnino                               | Neviano degli Arduini | Vezzano               |     |

#### Vicariato della Montagna Ovest
| Nuova parrocchia                  | Parrocchia               | Patrono                                      | Comune          | Frazione/Quartiere       | Web |
| --------------------------------- | ------------------------ | -------------------------------------------- | --------------- | ------------------------ | --- |
| Divina misericordia               | Calestano                | San Lorenzo Martire                          | Calestano       | centro                   |     |
| Divina misericordia               | Canesano                 | Beata Vergine Annunziata                     | Calestano       | Canesano                 |     |
| Divina misericordia               | Fragno                   | San Pietro Apostolo                          | Calestano       | Fragno e Iano            |     |
| Divina misericordia               | Lesignano Palmia-Marzano | Annunciazione di Maria Vergine e san Martino | Terenzo         | Lesignano Palmia-Marzano |     |
| Divina misericordia               | Marzolara                | San Pietro Apostolo e Santa Maria della Pace | Calestano       | Marzolara                |     |
| Divina misericordia               | Ramiano                  | Santi Gervasio e Protasio                    | Calestano       | Ramiano                  |     |
| Divina misericordia               | Ravarano                 | San Bartolomeo Apostolo                      | Calestano       | Ravarano                 |     |
| Divina misericordia               | Vallerano                | San Giacomo Apostolo                         | Calestano       | Vallerano                |     |
| Divina misericordia               | Vigolone                 | San Giovanni Battista                        | Calestano       | Vigolone                 |     |
| Santi pellegrini sulla Francigena | Terenzo                  | Santo Stefano Protomartire                   | Terenzo         | centro                   |     |
| Santi pellegrini sulla Francigena | Sivizzano                | Santa Margherita Vergine e Martire           | Fornovo di Taro | Sivizzano                |     |
| Santi pellegrini sulla Francigena | Bardone                  | Santa Maria Assunta                          | Terenzo         | Bardone                  |     |
| Santi pellegrini sulla Francigena | Casola                   | Sant'Apollinare                              | Terenzo         | Casola                   |     |
| Santi pellegrini sulla Francigena | Cassio                   | Santa Maria Assunta                          | Terenzo         | Cassio                   |     |
| Santi pellegrini sulla Francigena | Corniana                 | San Michele Arcangelo                        | Terenzo         | Corniana                 |     |
| Santi pellegrini sulla Francigena | Neviano de' Rossi        | Purificazione di Maria                       | Fornovo di Taro | Neviano de' Rossi        |     |
| San Francesco d'Assisi            | Solignano                | San Lorenzo Martire                          | Solignano       | centro                   |     |
| San Francesco d'Assisi            | Ghiare di Berceto        | Santa Felicita                               | Berceto         | Ghiare                   |     |
| San Francesco d'Assisi            | Lozzola                  | San Lorenzo Martire                          | Berceto         | Lozzola                  |     |
| San Francesco d'Assisi            | Pietramogolana           | San Giovanni Battista                        | Berceto         | Pietramogolana           |     |
| San Francesco d'Assisi            | Prelerna                 | Santa Felicita                               | Solignano       | Prelerna                 |     |
| San Francesco d'Assisi            | Selva del Bocchetto      | Santi Vincenzo e Anastasio                   | Terenzo         | Selva del Bocchetto      |     |
| San Moderanno abate               | Berceto                  | San Moderanno                                | Berceto         | centro                   |     |
| San Moderanno abate               | Bergotto                 | San Martino Vescovo                          | Berceto         | Bergotto                 |     |
| San Moderanno abate               | Casaselvatica            | San Giacomo Apostolo                         | Berceto         | Casaselvatica            |     |
| San Moderanno abate               | Castellonchio            | San Nazario                                  | Berceto         | Castellonchio            |     |
| San Moderanno abate               | Corchia                  | San Martino Vescovo                          | Berceto         | Corchia                  |     |
| San Moderanno abate               | Fugazzolo                | San Ciriaco                                  | Berceto         | Fugazzolo                |     |
| San Moderanno abate               | Pagazzano                | Santa Maria Assunta                          | Berceto         | Pagazzano                |     |
| San Moderanno abate               | Roccaprebalza            | San Biagio Vescovo e Martire                 | Berceto         | Roccaprebalza            |     |
| San Moderanno abate               | Valbona                  | San Bartolomeo Apostolo                      | Berceto         | Valbona                  |     |